# Łupek amfibolowy
Łupek amfibolowy, łupek amfibolitowy – skała metamorficzna pokrewna amfibolitom.
Podział na amfibolity i łupki amfibolowe (amfibolitowe) nie jest do końca sprecyzowany. Można wyróżnić dwa główne kryteria – składu mineralnego oraz tekstury. Według pierwszego łupki amfibolowe są skałami zbudowanymi z hornblendy i kwarcu, pozbawione plagioklazów (łupki hornblendowe). Według drugiego łupkami amfibolowymi (amfibolitowymi) nazywane są skały zawierające skalenie, a wyróżniające się bardzo wyraźną foliacją.

## Skład mineralny
Głównymi minerałami łupków amfibolowych są amfibole (głównie hornblenda i kwarc, podrzędnie epidot, zoisyt, biotyt, tytanit, ilmenit, apatyt). Mogą występować plagioklazy. Poza tym w ich skład mogą wchodzić granaty, kordieryt, andaluzyt, sillimanit i turmaliny.

## Struktura
Najczęściej łupki amfibolowe odznaczają się strukturą średnio i drobnoblastyczną, rzadko porfiroblastyczną. Mikrostruktura jest zwykle nematoblastyczna lub grano-nematoblasyczna.

## Tekstura
Tekstura łupków amfibolowych jest kierunkowa, zwykle wyraźnie widoczna jest foliacja jak i laminacja.

## Barwa
Są to skały barwy ciemnozielonej, ciemnoszarej, rzadziej czarnej lub brunatnawej powstałej w wyniku wietrzenia, czasami pstrej.

## Występowanie
Występują w starych masywach metamorficznych wraz z amfibolitami, w Polsce w Tatrach Zachodnich i Sudetach (Góry Izerskie, Pogórze Izerskie, Karkonosze, Rudawy Janowickie, Góry Sowie, Góry Orlickie, Góry Bystrzyckie, Masyw Śnieżnika, Góry Bialskie, Góry Złote, Jesioniki, Góry Opawskie, Wzgórza Niemczańsko-Strzelińskie).

## Zastosowanie
Wykorzystywane były w lokalnym budownictwie, czasami razem z amfibolitami, jako kruszywo łamane przy budowie dróg lub linii kolejowych. Obecnie są używane przy urządzaniu ogrodów.